# Cindy Meston
Cindy May Meston est une psychologue clinicienne américaine d'origine canadienne et professeure à l'Université du Texas à Austin, où elle dirige le Laboratoire de psychophysiologie sexuelle. Elle est surtout connue pour sa recherche sur la sexualité féminine et son ouvrage Why Women Have Sex.

## Biographie
Meston est née en Colombie-Britannique, au Canada, et possède la nationalité américaine.
Elle fait ses études de psychologie à l'université de Colombie-Britannique à Vancouver où elle obtient une licence (1991), un master (1993) et un doctorat (1995). Elle fait un post-doc au centre médical de l'université de Washington, puis est nommé maître de conférences (1998) puis professeur d'université en psychologie (2007) à l'université du Texas à Austin.

## Recherches
Spécialiste des études sur la sexualité féminine, elle co-écrit avec le psychologue évolutionniste David Buss le livre Why Women Have Sex,,. Ce livre s'appuie sur 1 006 entretiens réalisés avec des femmes, et identifie 237 raisons pour lesquelles les femmes ont des rapports sexuels, la plupart ayant « peu à voir avec la romance ou le plaisir »[réf. souhaitée].
Elle est mentionnée sur la liste de 100 Women (BBC) en raison de ses recherches sur l'orgasme féminin.